# Albert de Schietere de Lophem
Albert Adrien Marie Ghislain de Schietere de Lophem (Assebroek, 16 april 1910 - Gent, 8 oktober 1992) was een Belgisch jurist, historicus en heraldicus.

## Levensloop
Jonkheer Albert de Schietere de Lophem was een zoon van Georges de Schietere de Lophem en Isabelle Kervyn de Merendré. Hij bleef vrijgezel.
Hij promoveerde tot doctor in de rechten en was vanaf 1936 advocaat aan de balie van Gent. In 1970 werd hij, met anciënniteitsjaar 1936, ingeschreven bij de balie van Brugge. Hoewel hij vaak op het kasteel van Drongen verbleef, was zijn hoofdverblijfplaats Assebroek, langs de Baron Ruzettelaan.
Hij werd lid en proost van de Edele Confrérie van het Heilig Bloed en was er ook vele jaren de bewaarder van de archieven van. Hij was ook commandeur in de Orde van het Heilig Graf. Hij was ook lid van de Belgische Heraldische raad.
Albert de Lophem trad voornamelijk op de voorgrond als historicus en genealoog. Zijn meeste artikels verschenen in de Tablettes des Flandres. Hij was vooral uitstekend in het identificeren en bespreken van oude portretten, meer bepaald van edellieden en notabelen uit Brugge en het Brugse Vrije. Hij schreef ook het definitieve genealogische boek over de uitgebreide familie de Schietere.

## Publicaties
- Histoire de la famille de Schietere, Tablettes des Flandres, Receuil 9, Brugge, 1968.
- Quelques portraits conservés dans les musées de Bruges, in: Bulletin de la société d'archéologie de Bruxelles, 1947-1948.
- Eglise Sainte-Anne. Les armoiries des stalles,  in: Tablettes des Flandres, T. II, Brugge, 1949.
- Iconograhie brugeoise. I. L'hôpital Saint-Jean, in: Tablettes des Flandres, T. III,  Brugge, 1950 & T. III, Brugge, 1951, & T. IV , Brugge 1952, & T. V, Brugge 1953, 7. VI, Brugge, 1955.
- Iconographie brugeoise. II. L'Hôpital de la Potterie, in: Tablettes des Flandres, T. VII, Brugge, 1957, T.VIII, Brugge, 1960 & T. IX, Brugge, 1969.
- Bibliotheek en handschriftenkabinet Baron Charles Gillès de Pélichy Brugge 1872-1958, 1972.
- (met Alban VERVENNE en Albert Dhont) Geschiedenis van Loppem, Loppem, 1974.